# لوسی اورست بول
لوسی اورست بول (انگلیسی: Lucy Everest Boole؛ زاده ۵ اوت ۱۸۶۲ درگذشته ۵ دسامبر ۱۹۰۴) یک دانشمند در زمینه شیمی و داروسازی بود.